# Eva Fiesel
Eva Fiesel z domu Lehmann (ur. 23 grudnia 1891 w Rostocku, zm. 27 maja 1937 w Nowym Jorku) – niemiecka językoznawczyni i etruskolog pochodzenia żydowskiego.
Jej rodzicami byli Karl Lehmann (profesor prawa i rektor w latach 1904 i 1905 na Uniwersytecie w Rostocku, od 1911 na Uniwersytecie Jerzego Augusta w Getyndze) i Henni Lehmann (artystka i działaczka socjaldemokratyczna). Jej bratem był znany archeolog, Karl Lehmann-Hartleben. W 1915 wyszła za mąż za rostockiego Studienrata, Ludolfa Fiesela. W 1920 doktoryzowała się w Rostocku. W latach 1931–1933 wykładała jako privatdozent na Uniwersytecie Ludwika i Maksymiliana w Monachium, którą to posadę straciła w 1933. W 1934 podążyła za swoim bratem Karlem, wydalonym z Niemiec, do Stanów Zjednoczonych, gdzie wykładała na Uniwersytecie Yale oraz w pensylwańskim Bryn Mawr College. Zmarła młodo, na nowotwór wątroby.

## Publikacje
- Die Sprachphilosophie der deutschen Romantik (1927)
- Etruskische Sprachlehre (1931)
- X presents a Sibilant in Early Etruscan (ważniejszy artykuł, 1936)